# Ishi : testament du dernier Indien sauvage de l'Amérique du Nord

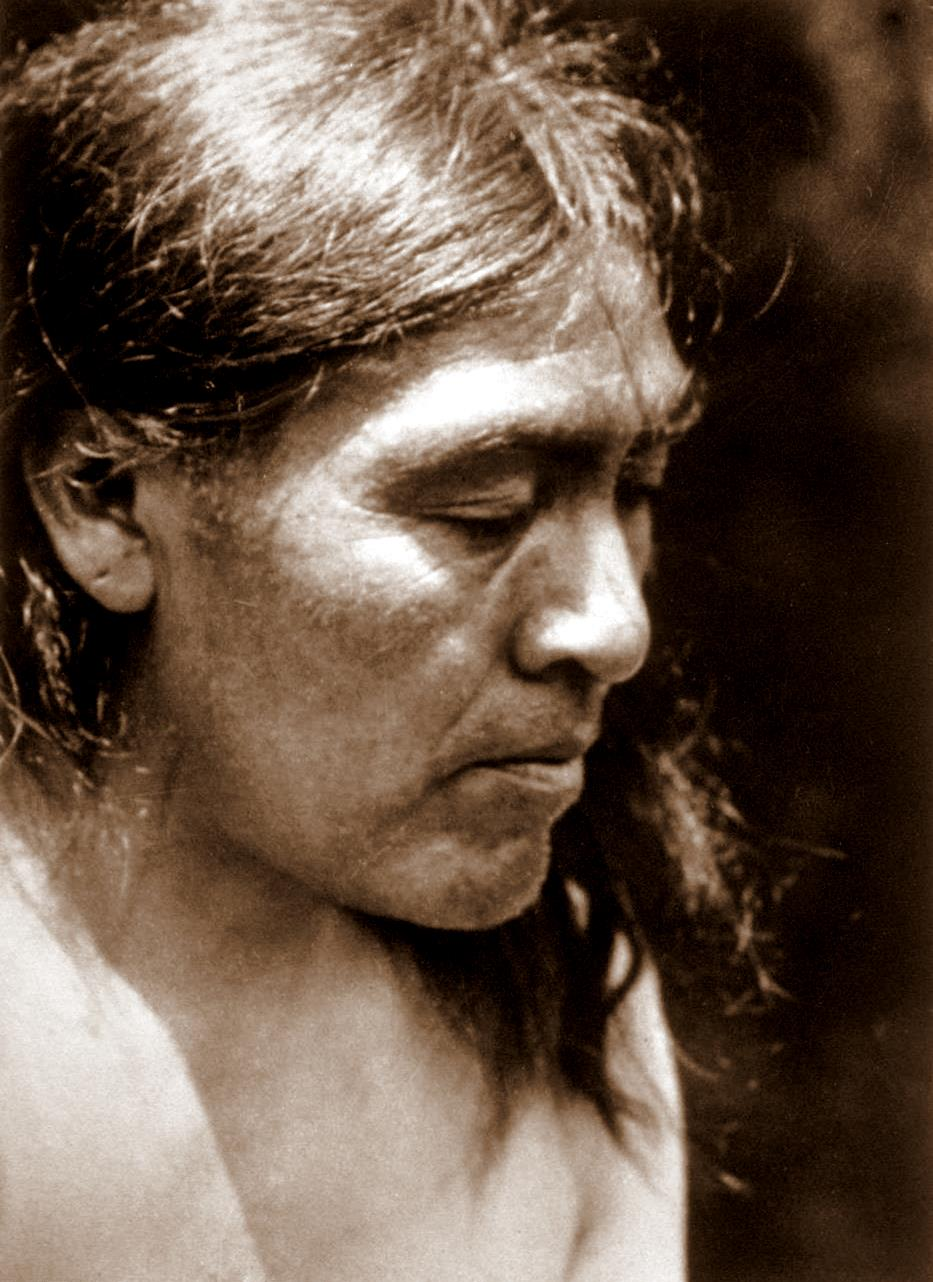
Ishi, le sujet du livre Ishi : testament du dernier Indien sauvage de l'Amérique du Nord

Ishi : testament du dernier Indien sauvage de l'Amérique du Nord (Ishi in Two Worlds, en version originale américaine) est un récit biographique sur Ishi, le dernier membre connu du peuple autochtone d'Amérique Yahi, écrit par l'auteure américaine Theodora Kroeber et publié pour la première fois en 1961.
En 1911, retrouvé seul et affamé à l'extérieur d'Oroville, en Californie, Ishi est emprisonné. Les anthropologues Alfred Louis Kroeber et Thomas Waterman le font libérer et lui permettent d'obtenir un poste et un logement au Musée d'anthropologie de San Francisco. Ils se lient d'amitié avec lui et apprennent auprès de lui sur son ethnie, avant sa mort en 1916. Theodora Kroeber épouse Alfred Kroeber en 1926. Bien qu'elle n'ait jamais rencontré Ishi, elle décide d'écrire sa biographie parce que son mari n'était plus psychologiquement capable de le faire, trop affecté par les décès successifs de sa première femme et d'Ishi trois ans après et par la remise en question de son rôle et de sa place d'anthropologue.
Ce livre a été publié en 1961, après que Theodora Kroeber a passé deux ans à étudier et compiler les sources. Il s’est largement vendu, est resté imprimé pendant de nombreuses années et a été traduit dans plus d’une douzaine de langues. Le livre a été adapté deux fois au cinéma, en 1978 (sous le titre Ishi: The Last of His Tribe) et en 1992 (sous le titre The Last of His Tribe). Il a été très apprécié par les critiques, qui ont salué l'écriture de Kroeber et sa capacité à évoquer la culture Yahi. Une biographe de Theodora Kroeber a écrit qu'elle a eu le talent de « nous faire participer à une vie à laquelle nous n'avons jamais participé », tandis que l'universitaire James Clifford a déclaré que le livre « enveloppait l'histoire d'Ishi dans un emballage humain, colérique, charmant et doux-amer ».